# (5590) 1990 VA
(5590) 1990 VA és un Asteroide Aton descobert el 9 de novembre de 1990 pel projecte Spacewatch en Kitt Peak National Observatory (Arizona, EUA).